# Bandeirantes, Mato Grosso do Sul
Bandeirantes este un oraș în Mato Grosso do Sul (MS), Brazilia.